# Brachymeria varipes
Brachymeria varipes är en stekelart som först beskrevs av Walker 1871.  Brachymeria varipes ingår i släktet Brachymeria och familjen bredlårsteklar. Inga underarter finns listade.